# گمینا خوینا
گمینا خوینا (به لهستانی:  Gmina Chojna) یک گمینا در لهستان است که در شهرستان گرفینو واقع شده‌است. گمینا خوینا ۳۳۲٫۸۹ کیلومتر مربع مساحت و ۱۳٬۹۶۰ نفر جمعیت دارد.